# Холл, Анна (легкоатлетка)
Анна Холл (англ. Anna Hall; род. 23 марта 2001, Денвер) — американская легкоатлетка, специализирующаяся в многоборье. Двукратный призёр чемпионатов мира в семиборье.

## Биография
Анна Холл выросла в спортивной семье на ранчо Хайлендс, штат Колорадо, недалеко от Денвера. Её отец Дэвид занимался тремя видами спорта в Мичиганском университете: был квотербеком футбольной команды, играл в баскетбол и участвовал в соревнованиях по десятиборью. Её старшие сестры Кэтрин и Джулия играли в теннис и бегали на дистанциях в Мичигане. У неё также есть младшая сестра Лорин, мать зовут Ронетт. Анна начала заниматься легкой атлетикой в семь лет, сначала прыжками в высоту, а затем также успешно сдав нормативы на 1500 метрах. Параллельно она также увлекалась катанием на лыжах, игрой в футбол, волейбол и хоккей на траве.
На чемпионате мира 2022 года в США, Анна стала обладателем бронзовой медали в семиборье с результатом 6755 очков.
28 мая 2023 года 22-летняя спортсменка улучшила свой результат в семиборье на 233 балла, набрав лучшие в мире 6988 баллов за победу на престижном турнире Hypo-Meeting в Гетцисе, Австрия. В августе 2023 года на чемпионате мира по лёгкой атлетике, который состоялся в Будапеште, спортсменка из США, в семиборье, с результатом 6720 очко стала серебряным призёром чемпионата мира.
На Олимпийских играх 2024 года в Париже заняла пятое место в семиборье с результатом 6615 очков.

## Основные результаты
| Год  | Турнир         | Место проведения  | Дисциплина | Место | Результат |
| ---- | -------------- | ----------------- | ---------- | ----- | --------- |
| 2022 | Чемпионат мира | Юджин, США        | семиборье  | 3     | 6755      |
| 2023 | Чемпионат мира | Будапешт, Венгрия | семиборье  | 2     | 6720      |